# ピアノのおけいこ
『ピアノのおけいこ』は、1962年4月2日から1984年3月26日までNHK教育テレビで放送されたテレビ番組である。

## 概要
ピアノの初心者を対象にしてピアノの実技と音楽一般の教養を習得するための講座番組であった。1962年度は『バイオリンのおけいこ』と3か月交代で放送した。1963年度より単独放送化し、1983年度に『ピアノとともに』に改題した。

## 基礎情報
ピアノのおけいこ
1962年4月2日 - 1983年3月28日
ピアノとともに
1983年4月4日 - 1984年3月26日
| 期間                | 放送時間 | 放送時間      |
| ------------------- | -------- | ------------- |
| 1962年度 - 1963年度 | 月・水   | 19:00 - 19:30 |
| 1964年度            | 月・水   | 19:30 - 20:00 |
| 1965年度 - 1966年度 | 月・水   | 19:00 - 19:30 |
| 1967年度 - 1969年度 | 月・水   | 17:30 - 18:00 |
| 1970年度 - 1979年度 | 月・水   | 18:30 - 19:00 |
| 1980年度 - 1981年度 | 月       | 18:30 - 19:00 |
| 1982年度 - 1983年度 | 月       | 18:00 - 18:30 |

## 先生
| 年度 | 前期                                         | 後期                                         |
| ---- | -------------------------------------------- | -------------------------------------------- |
| 1962 | 永井進                                       |                                              |
| 1963 | 高木東六                                     | 安川加壽子                                   |
| 1964 | 田村宏                                       | 伊達純                                       |
| 1965 | 寺西昭子                                     | 田村宏                                       |
| 1966 | 水谷達夫                                     | 安川加壽子                                   |
| 1967 | 永井進                                       | 田村宏                                       |
| 1968 | 伊達純                                       | 三浦浩                                       |
| 1969 | 小林仁                                       | 安川加壽子                                   |
| 1970 | 井内澄子                                     | 田村宏                                       |
| 1971 | 三浦浩                                       | 井内澄子                                     |
| 1972 | 深沢亮子                                     | 小林仁                                       |
| 1973 | 井内澄子                                     | 井内澄子                                     |
| 1974 | 松原緑                                       | 弘中孝                                       |
| 1975 | 徳丸聡子                                     | 神西敦子                                     |
| 1976 | 松浦豊明                                     | 井上直幸                                     |
| 1977 | 松崎伶子                                     | 安川加壽子                                   |
| 1978 | 弘中孝                                       | 宮沢明子                                     |
| 1979 | 井上直幸（月曜・初級）井内澄子（水曜・中級） | 井上直幸（月曜・初級）井内澄子（水曜・中級） |
| 1980 | 寺西昭子                                     | 寺西昭子                                     |
| 1981 | 小林仁                                       | 小林仁                                       |
| 1982 | 井上直幸                                     | 徳丸聡子                                     |
| 1983 | 館野泉                                       | 中村紘子                                     |

## アシスタント
ピアノとともに
- 久保春代

## 関連番組
- スーパーピアノレッスン
- バイオリンのおけいこ
- ギターをひこう
- フルートとともに
- リコーダーとともに
- 三味線のおけいこ
- 箏のおけいこ
- 尺八のおけいこ
- ピアノでポップスを